# Ernestine Cobern Beyer
Ernestine Cobern Beyer (Meadville, Pennsilvània, Estats Units d'Amèrica, 4 d'agost de 1893 – Quincy, Massachusetts, EUA, 13 de desembre de 1972) fou una soprano, poeta i autora de llibres per nens estatunidenca.

## Primers anys
Beyer va néixer a Meadville, Pennsilvània, filla d'Ernestine Craft Cobern i de Camden McCormack Cobern, un ministre metodista, arqueòleg i autor de molts articles i llibres sobre les seves exploracions a Palestina. Dotada d'una veu de soprano coloratura, Ernestine va estudiar cant amb la seva mare de professora i acompanyant, començant per cançons senzilles en anglès fins a les àries operístiques en francès, italià, i alemany. Ja adolescent, Beyer va començar a estudiar amb els millors mestres disponibles.

## Carrera
El 1912, als 18 anys, Ernestine es va casar amb David Stewart Beyer, un enginyer de seguretat de la companyia Liberty Mutual Insurance de Boston, Massachusetts. Van tenir tres fills, Richard (1915), Barbara (1921-2018) i Janeth (1924-2013). Ernestine va debutar al Metropolitan Opera de Nova York el 15 de gener de 1918, després que els Estats Units d'Amèrica haguessin declarat la guerra a l'Imperi Alemany. Donat que el seu cognom de casada, Beyer, tenia un so germànic, li van aconsellar que adoptés un nom artístic. Va escollir el més senzill d'una llista de possibles noms: Maria Conde. Amb aquest nom va cantar el paper de Gilda en l'òpera Rigoletto de Verdi, al costat d'Enrico Caruso, el famós tenor italià, qui feia el paper de Duc, de l'italià Giuseppe de Luca, de la italiana Flora Perini i del navarrès José Mardones. Aquest va ser l'últim cop que el tenor italià Caruso va cantar aquesta òpera en aquell teatre. Les crítiques van ser força positives, però malgrat això Maria no va tornar a cantar al MET. "Maria Conde," deia el New York Journal American, "va agafar el públic per sorpresa quan va pujar més amunt de la gamma normal d'una soprano coloratura". El cronista de l'Evening Sun es va mostrar també impressionat: "Si Maria pot suportar físicament bé la seva carrera, es convertirà en la veu d'una generació". Dècades més tard, editor de Hild Life Ernest Frawley faria un comentari similar sobre la seva poesia: “crec que té una gran possibilitat d'esdevenir la poeta dels nens més gran del moment". Dirigida per l'empresari Aaron Richmond, Ernestine es va adonar que entre les exigències de la vida familiar i els freqüents refredats que patia es feia insostenible la prossecució de la seva carrera operística. Va dedicar-se aleshores l'escriptura de poesia.

Al llarg de 25 anys Ernestine va entregar poemes i històries a les revistes de nens, que sovint va veure publicats. Va quedar viuda el 1937, al mig de la gran depressió. Ernestine va lluitar aleshores per donar suport els seus fills al muig de veritables dificultats econòmiques. Els seus poemes publicats li produïen ingressos de dos dòlars per línia. Un gran avenç en la seva carrera d'escriptora es va produir una tarda assolellada a la qual veia tres nens petits jugant a la platja. Inspirada en ells, Ernestine va escriure el següent poema:
| «                                          | One wears a bonnet of organdy rose That hides her adorable bangs, And one wears a bonnet that shadows her nose, And one wears a bonnet that hangs. The first wears a pinafore (not very white!) The second, a dress that is tidy. But the belle of the beach is the third little mite With the slightly inadequate didy! | » |
| — Ernestine Cobern Beyer, Sunbonnet Babies | |   |

La publicació de "Sunbonnet Babies" en Ladies' Home Journal (abril de 1949) va marcar un canvi en la fortuna d'Ernestine Beyer. Les dècades del 1950 i del 1960 van ser anys de molta feina i molt productius. Va escriure diversos llibres per a nens, va continuar apareixent en les revistes per nens (per exemple Child Life, Jack and Jill, Wee Wisdom, Highlights for Children), i va oferir xerrades en escoles i biblioteques sobre el poder del subconscient. Va rebre diversos premis de la National League of American Pen Women (lliga nacional de dones escriptores) i a l'abril 1972 va ser convidada a Washington per ser honrada per la lliga dels millors poemes religiosos. Beyer va morir vuit mesos més tard, el 13 de desembre de 1972.

## Llibres publicats
- Beyer, E. (1952). Happy Animal Families. Grosset & Dunlap.
- Beyer, E. (1960). Aesop with a Smile. The Reilly & Lee Co.
- Beyer, E. (1962). The Story of Little Big. The Reilly & Lee Co.
- Beyer, E. (1967). The Story of Lengthwise. Follett Publishing Co. ISBN 0-695-48360-9